# Raika Fujii
Raika Fujii (japonès: 藤井来夏)  (Kyoto, 5 de juliol de 1974) és una exnedadora japonesa, especialitzada en natació sincronitzada, que va competir durant la dècada de 1990.
El 1996 va prendre part en els Jocs Olímpics d'Estiu d'Atlanta, on guanyà la medalla de bronze en la competició per equips. Quatre anys més tard, als Jocs de Sydney, guanyà la medalla de plata en la mateixa competició.